# Marek Kamiński
Marek Kamiński (* 24. březen 1964, Gdaňsk) je polský cestovatel, polárník a podnikatel. Jako první dobyl oba póly Země za jeden rok bez vnější pomoci; 23. května 1995 s Wojciechem Moskalem dosáhl severního pólu a 27. prosince 1995 sám dosáhl jižní pól. Získal několik čestných uznání za šíření dobrého jména Polska ve světě.

## Životopis
Marek Kamiński vyrostl v Pomořansku. V roce 1982 dokončil studia na II. gymnáziu Władysława Broniewského v Koszalinu. Studoval filozofii a fyziku na Varšavské univerzitě. Založil Nadaci Marka Kamińského a firmu Invena S.A. Ovládá několik cizích jazyků na různých stupních. Žije se svou rodinou v Gdyni, je ženatý a má dvě děti.
Stal se členem čestného výboru na podporu Bronisława Komorowského před prezidentskými volbami v Polsku v roce 2015. Byl ambasadorem na Světových dní mládeže 2016 v Krakově.
Je autorem a spoluautorem několika knih. Jeho články a fotografie publikovaly časopisy National Geographic a polský Voyage.
Je čestným obyvatelem měst Koszalin, Połczyn-Zdrój a gminy Tarnów.

## Přednášky
Marek Kamiński měl mnoho přednášek v Polsku, USA a dalších zemích, včetně Antarktidy. Multimediální prezentace, plné fotografií z jeho expedic. Hovořil na tato témata:
- Jak přeměnit nemožné v možné
- O překonávání překážek
- O motivaci
- Riziko – jak to zvládnout před a během projektu
- Spolupráce a vzájemná důvěra
- Jak dobýt vlastní póly

Dále vede semináře a školení pro největší polské i zahraniční korporace, banky a pojišťovny.

## Nadace Marka Kamińskiego
Nadace Marka Kamińského byla založena v roce 1996. Zabývá se tvorbou a koordinací vzdělávacích programů, organizováním finančních sbírek na protézy a integračními tábory pro osoby se zdravotním postižením. Podporují též průzkum polárních oblastí a dalších míst na celém světě, podpora polarismu, ekologie a podpora mladých účastníků expedic.